# Botein
Botein (delta Arietis) is een rode reus met spectraalklasse K2III in het sterrenbeeld Ram (Aries). De schijnbare magnitude van de ster is 4,35 en de afstand 164,9 lichtjaar. 